# (5658) Clausbaader
(5658) Clausbaader es un asteroide perteneciente al cinturón de asteroides descubierto el 17 de febrero de 1950 por Karl Wilhelm Reinmuth desde el Observatorio de Heidelberg-Königstuhl, Alemania.

## Designación y nombre
Designado provisionalmente como 1950 DO. Fue nombrado Clausbaader en honor a Claus Baader, fabricante alemán de planetarias, cúpulas y telescopios, y conocido mentor de astrónomos aficionados en los países de habla alemana. Ingeniero de diseño de profesión y autodidacta en astronomía, construyó un nuevo tipo de pequeño planetario de escritorio que se usa en las escuelas de muchos países del mundo. En sus últimos años, junto con su hijo y sucesor Thomas, se preocupó profundamente por la construcción y el desarrollo de cúpulas de observación, telescopios astronómicos y su instrumentación auxiliar para astrónomos aficionados y profesionales.

## Características orbitales
Clausbaader está situado a una distancia media del Sol de 2,754 ua, pudiendo alejarse hasta 2,909 ua y acercarse hasta 2,598 ua. Su excentricidad es 0,056 y la inclinación orbital 2,804 grados. Emplea 1669,37 días en completar una órbita alrededor del Sol.

## Características físicas
La magnitud absoluta de Clausbaader es 13,1. Tiene 12,424 km de diámetro y su albedo se estima en 0,071. 